# Balkan Bulgarian Airlines
Balkan Bulgarian Airlines är ett tidigare bulgariskt flygbolag, grundat 1947 som Bulgarian Air Lines. Namnet byttes till TABSO redan samma år. Var tidigare Bulgariens nationella flygbolag och flaggbärare. Flygbolaget har använt sig av plan som AN-12, Iljushin Il-14, Iljushin Il-18, Jak-40, Let L-410, Tupolev Tu-134, samt Tupolev Tu-154. 
Senare använde företaget bland annat Airbus A320, Boeing 737, Boeing 767 och flög främst inom öst och centraleuropa. I takt med att affärerna gick sämre och sämre blev flygbolaget nedlagt oktober 2002. Efterträdare som nationellt flygbolag blev Bulgaria Air, grundad november 2002. 

## Fullständig flotta
Flygplan som Balkan Bulgarian Airlines använt:
| Flygplan           | Totalt |
| ------------------ | ------ |
| Airbus A320-200    | 4      |
| ATR-42-300         | 2      |
| Antonov An-12      | 8      |
| Antonov An-24      | 11     |
| Boeing 737-300     | 5      |
| Boeing 737-500     | 3      |
| Boeing 767-200ER   | 2      |
| Iljushin Il-14     | 6      |
| Iljushin Il-18     | 11     |
| Let L-410 Turbolet | 3      |
| Tupolev Tu-134     | 20     |
| Tupolev Tu-154     | 40     |
| Jakovlev Jak-40    | 8      |

## Incidenter och olyckor
- 22 november 1966 TABSO Flight 101, en Iljushin Il-18B havererar i Bratislava, Slovakien. Alla 82 personer ombord, passagerare och besättning omkommer. Haveriet är slovakisk luftfarts värsta.
- 16 mars 1978 - En Tupolev Tu-134 havererar vid lyftningen från Sofia Airport nära byn Gabare, Bulgarien. Alla 73 människor ombord omkom i olyckan.
- 10 januari 1984 - En Tupolev Tu-134 havererade vid inflygningen till Sofia Airport i dåliga väderförhållanden. Alla 50 människor ombord omkom.
- 5 juni 1992 - En Tupolev Tu-154 havererade vid landning på Varna Airport i dåliga väderförhållanden. Alla 130 människor ombord överlever.